# Elemento eléctrico

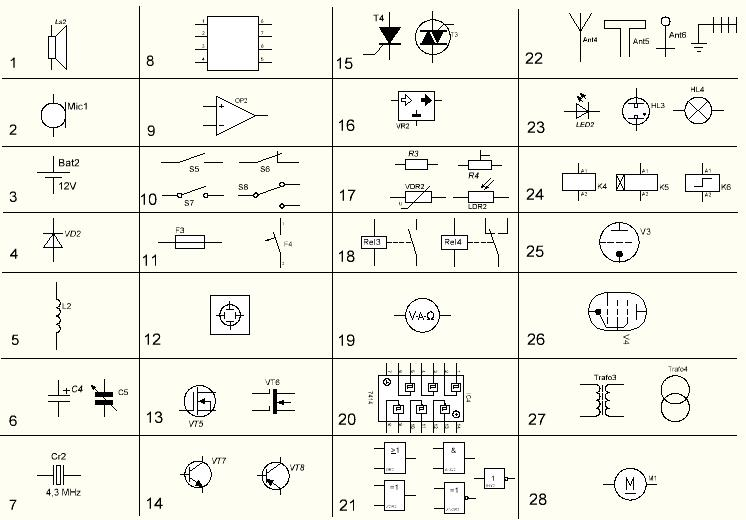
Elementos eléctricos.

El concepto de  elemento eléctrico  se utiliza en el análisis de redes eléctricas. Cualquier red eléctrica puede ser modelada descomponiéndola en elementos eléctricos múltiples, interconectados en un diagrama esquemático o diagrama de circuitos. Cada elemento eléctrico afecta al voltaje en la red o corriente a través de la red de una manera particular. Analizando el modo por el cual una red es afectada por sus elementos individuales, es posible calcular cómo se comportará una red real en una macroescala.

## Elementos contra componentes
Hay una distinción entre componentes eléctricos o electrónicos reales, físicos, y los elementos eléctricos ideales por los que son representados.
- Los elementos eléctricos no existen físicamente, y se supone que tienen propiedades ideales según un modelo de parámetro concentrado.
- Por el contrario, los componentes existen y tiene menos que propiedades ideales, sus valores siempre tienen un grado de incertidumbre, siempre incluyen algún grado de no linealidad y típicamente exigen una combinación de elementos eléctricos múltiples para aproximarse de sus funciones.

El análisis de circuitos utilizando elementos eléctricos es útil para entender muchas redes eléctricas prácticas que utilizan componentes.

## Los elementos
Las cuatro variables de circuitos fundamentales son corriente, {\displaystyle I}; voltaje, {\displaystyle V}, carga, {\displaystyle Q}, y flujo magnético, {\displaystyle \Phi }. Se exige que sólo 6 elementos, producidos manipulando estas cuatro variables, representen cualquier componente o red:

### Pasivos
Cuatro elementos pasivos:
- Resistencia {\displaystyle R}, medida en ohms - produce un voltaje proporcional a la corriente que fluye a través del elemento. Relaciona voltaje y corriente según la relación {\displaystyle dV=RdI}.
- Capacitancia {\displaystyle C}, medida en faradios - produce una corriente proporcional a la tasa de variación de voltaje a través del elemento. Relaciona carga y voltaje según la relación {\displaystyle dQ=CdV}.
- Inductancia {\displaystyle L}, medida en Henry - produce un voltaje proporcional a la tasa de variación de corriente a través del elemento. Relaciona flujo y corriente según la relación {\displaystyle d\Phi =LdI}.
- Memristancia {\displaystyle M} - produce una corriente tal que la tasa de variación de corriente es proporcional a la tasa de variación de voltaje a través del elemento. Relaciona flujo y carga según la relación {\displaystyle d\Phi =MdQ}.

El cuarto elemento pasivo, el memristor, fue teorizado por Leon Chua en una publicación científica de 1971, pero un componente físico demostrando memristancia no fue creado hasta treinta y siete años más tarde. Fue informado el 30 de abril de 2008, que un memristor funcional había sido desarrollado por un equipo dirigido por el científico R. Stanley Williams de HP Labs. Con la aparición del memristor, ahora pueden ser relacionarse cada par de las cuatro variables. Los memristors pueden almacenar un bit de memoria no volátil. Pueden ser utilizados en lógica programable, procesamiento de señales, redes neuronales y sistemas de control, entre otros campos. Porque los memristores son variantes en el tiempo por definición, no se incluyen en modelos de circuitos lineales invariantes en el tiempo (LTI).

### Activos
Cuatro elementos activos abstractos:
- Fuente de tensión controlada por tensión (VCVS) : genera un voltaje basado en otro voltaje con respecto a una ganancia especificado (tiene impedancia de entrada infinita e impedancia de salida cero).
- Fuente de corriente controlada por tensión (VCCS) : genera una corriente basado en un voltaje con respecto a una ganancia especificado. Se utilizó a transistores de efecto campo y tubos de vacío (tiene impedancia de entrada infinita e impedancia de salida infinita).
- Fuente de tensión controlada por corriente (CCVS) : genera un voltaje basado en una corriente de entrada con respecto a una ganancia especificado (tiene impedancia de entrada cero e impedancia de salida cero).
- Fuente de corriente controlada por corriente (CCCS) : genera una corriente basado en una corriente de entrada y una ganancia especificado. Utilizado para imitar transistores bipolares (tiene cero impedancia de entrada e impedancia de salida infinita).

## Ejemplos
Los siguientes son ejemplos de representaciones de componentes por medio de elementos eléctricos:
- En un primer grado de aproximación, una batería es representada por una fuente de voltaje. Un modelo más refinado también incluye una resistencia en serie con la fuente de voltaje, para representar la resistencia interna de la batería (que ocasiona el calentamiento de la batería y la caída de voltaje cuando está en uso). Una fuente de corriente en paralelo puede ser añadida para representar esta fuga (que descarga la batería a lo largo de un periodo extenso de tiempo).
- En un primer grado de aproximación, un resistor es representado por una resistencia. Un modelo más refinado también incluye una inductancia de serie, para representar los efectos de la inductancia del hilo conductor (los resistores construidos como espiral tienen más inductancia significativa). Una capacitancia en paralelo puede ser añadida para representar el efecto capacitivo de la proximidad de los hilos conductores de los resistores, el uno al otro. Un cable se puede representar como resistor de valor bajo.
- Fuentes de corriente son más a menudo utilizadas para representar semiconductores. Por ejemplo, en un primer grado de aproximación, un transistor bipolar puede ser representado por una fuente de corriente variable que es controlada por tensión de entrada.